# Ian Tapp
Ian Tapp est un ingénieur du son de mixage (ou mixeur cinéma) britannique.

## Biographie
Ian Tapp fait partie actuellement des studios Pinewood.

## Filmographie (sélection)

### Cinéma
- 1998 : Shakespeare in Love de John Madden
- 2002 : Harry Potter et la Chambre des secrets (Harry Potter and the Chamber of Secrets) de Chris Columbus
- 2003 : Le Seigneur des anneaux : Le Retour du roi (The Lord of the Rings: The Return of the King) de Peter Jackson
- 2005 : Secrets de famille (Keeping Mum) de Niall Johnson (en)
- 2006 : Le vent se lève (The Wind That Shakes the Barley) de Ken Loach
- 2008 : Slumdog Millionaire de Danny Boyle
- 2009 : Looking for Eric de Ken Loach
- 2010 : 127 heures (127 Hours) de Danny Boyle
- 2011 : Johnny English, le retour (Johnny English Reborn) d'Oliver Parker
- 2011 : Un jour (One Day) de Lone Scherfig
- 2011 : L'Aigle de la Neuvième Légion (The Eagle) de Kevin Macdonald
- 2012 : La Part des anges (The Angels' Share) de Ken Loach
- 2012 : La Dame en noir (The Woman in Black) de James Watkins
- 2014 : Paddington de Paul King
- 2014 : Une merveilleuse histoire du temps (The Theory of Everything) de James Marsh
- 2014 : The Ryan Initiative (Jack Ryan: Shadow Recruit) de Kenneth Branagh
- 2015 : Steve Jobs de Danny Boyle
- 2015 : Loin de la foule déchaînée (Far from the Madding Crowd) de Thomas Vinterberg
- 2015 : Ex Machina d'Alex Garland
- 2016 : Les Animaux fantastiques (Fantastic Beasts and Where to Find Them) de David Yates
- 2016 : Tarzan (The Legend of Tarzan) de David Yates

### Télévision
- 1993-1994 : Frank Stubbs Promotes (13 épisodes)
- 1997-1998 : The Broker's Man (en) (10 épisodes)
- 1999-2003 : Inspecteur Barnaby (10 épisodes)
- 2001-2008 : Meurtres en sommeil (69 épisodes)
- 2003-2006 : Rosemary and Thyme (22 épisodes)
- 2006 : Robin des Bois (13 épisodes)

## Distinctions

### Récompenses
- Oscars 2009 : Oscar du meilleur mixage de son pour Slumdog Millionaire
- BAFTA 2009 : British Academy Film Award du meilleur son pour Slumdog Millionnaire